# Leo Ghering

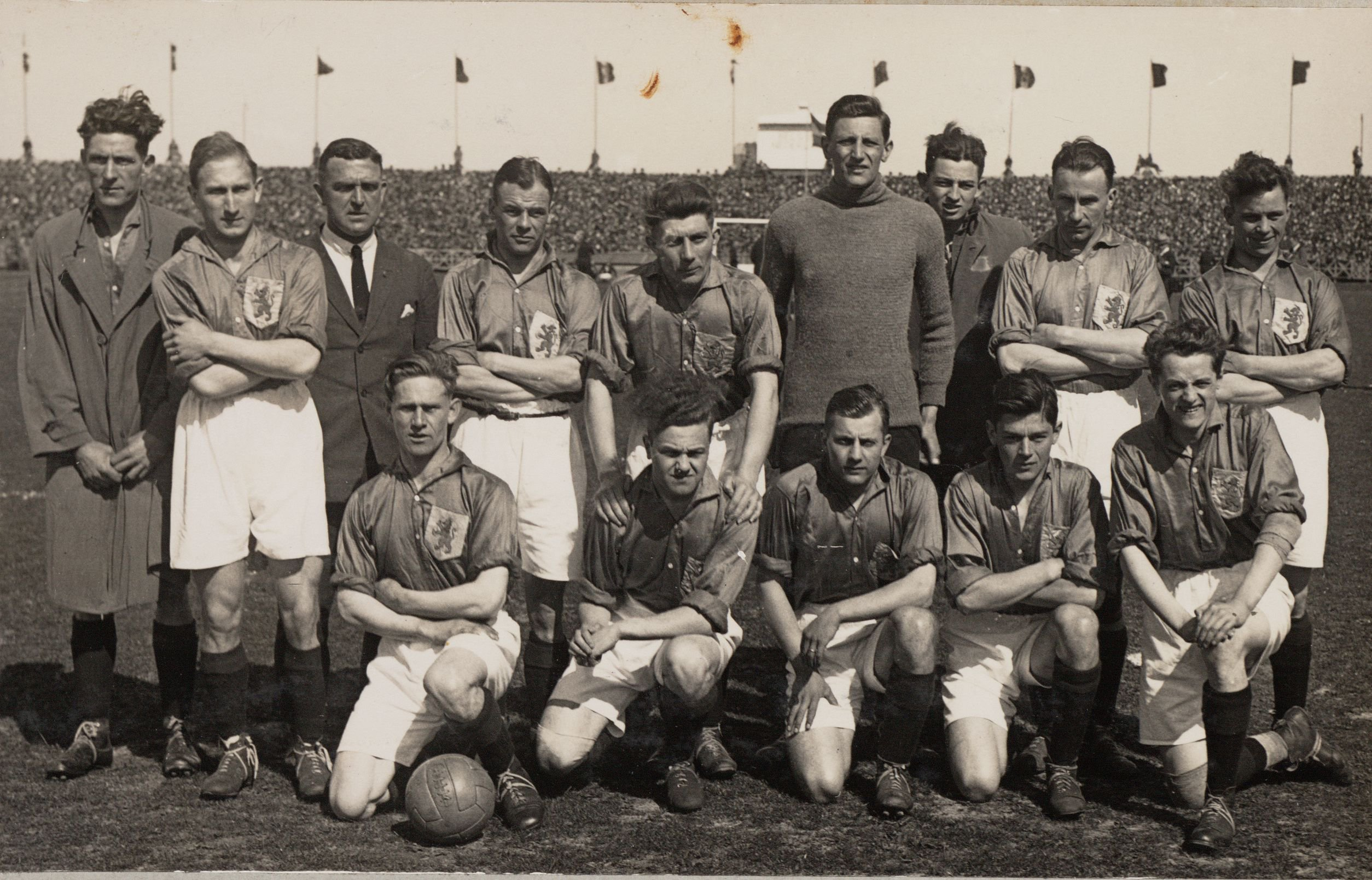
Ghering (rechts unten) in 1927

Leonardus „Leo“ Ghering (* 19. August 1900 in Tilburg; † 1. April 1966) war ein niederländischer Fußballspieler, der in den 1920er Jahren für den TSV LONGA stürmte. Mit den Tilburgern wurde er 1926 Pokalsieger. Neunmal kam er in den Jahren 1927 und 1928 in der Nationalmannschaft zum Einsatz und erzielte dabei sechs Tore für die Oranje Elftal.

## Vereinskarriere
Der linke Halbstürmer – der später auch oft in Mittelstürmerposition spielte – war vermutlich seit Gründung des TSV LONGA im Jahre 1920 Mitglied des Vereins. Mit dem Klub stieg er 1923 in die tweede klasse auf. Einer der Höhepunkte seiner Vereinslaufbahn war der Gewinn des niederländischen Pokalfinales am 13. Juni 1926. Beim 5:2-Sieg des Zweitligisten in Utrecht gegen De Spartaan Amsterdam trug Ghering auf seiner Stammposition halblinks die Treffer zum 3:0 und 4:0 bei. Im gleichen Jahr wurde LONGA hinter PSV Eindhoven Zweiter in der zweiten Liga. 1928 folgte der Aufstieg in die Erste Klasse. Abwerbungsangeboten des Lokalrivalen Willem II erteilte Ghering eine Absage und blieb auch nach seiner aktiven Zeit, die Anfang der 1930er Jahre endete, bei LONGA.

## Nationalmannschaft
Seit 1922 war Ghering immer wieder in regionalen Auswahlmannschaften eingesetzt worden. Im Februar 1927 berief ihn die Auswahlkommission erstmals zu Trainingsspielen des Olympiakaders im Vorfeld der Olympischen Spiele im eigenen Land. Am 13. März 1927 fuhr er mit der A-Nationalmannschaft nach Antwerpen zum Spiel gegen Belgien, kam jedoch noch nicht zum Einsatz. Erst beim nächsten Match in Amsterdam gegen die Tschechoslowakei schickte ihn Bondscoach Bob Glendenning aufs Feld – Ghering dankte es ihm vor 30.000 Zuschauern im Oude Stadion beim 8:1-Sieg mit drei Treffern. Auch im 13 Tage später folgenden erneuten Duell mit Belgien durfte Ghering antreten, blieb jedoch diesmal ohne Torerfolg. Zum Auswärtsspiel gegen Dänemark in Kopenhagen konnte er im Juni nicht mitreisen, da sein Arbeitgeber ihn nicht freistellte, doch nahm er im Sommer an weiteren Trainingsspielen der Olympiaauswahl teil. Im November 1927 kehrte er in die A-Elf zurück; er erzielte gegen Schweden den einzigen Treffer des Spiels und lief auch am 20. November 1927 in Köln beim 2:2 gegen Deutschland in Oranje auf.
Im Februar 1928 nahm er erneut am Training des Olympiateams teil und wurde auch in den endgültigen Kader berufen. Im olympischen Fußballturnier unterlagen die Gastgeber mit Ghering im Olympiastadion Amsterdam dem amtierenden Olympiasieger und anschließend erfolgreichen Titelverteidiger Uruguay in der ersten Runde mit 0:2. In der Trostrunde traf die Elftal erneut auf den „Erzrivalen“ Belgien, den sie mit 3:1 besiegte, wobei Ghering schon in der vierten Minute den Führungstreffer erzielte. Im Endspiel dieses Wettbewerbs von vier Verlierern aus erster Hauptrunde und Viertelfinale trafen die Niederlande auf Chile. Nach Treffern von Ghering und Felix Smeets endete die Begegnung am 8. Juni 1928 vor 18.000 Zuschauern in Rotterdam 2:2-unentschieden; per Los wurde das Oranje-Team zum Sieger erklärt. Ghering kam noch in den zwei im selben Jahr folgenden Freundschaftsspielen zu Einsätzen, erzielte jedoch keinen weiteren Treffer.